# Donja Bukovica (Valjevo)
Donja Bukovica (Servisch cyrillisch Доња Буковица) is een plaats in de Servische gemeente Valjevo. De plaats telt 556 inwoners (2002).

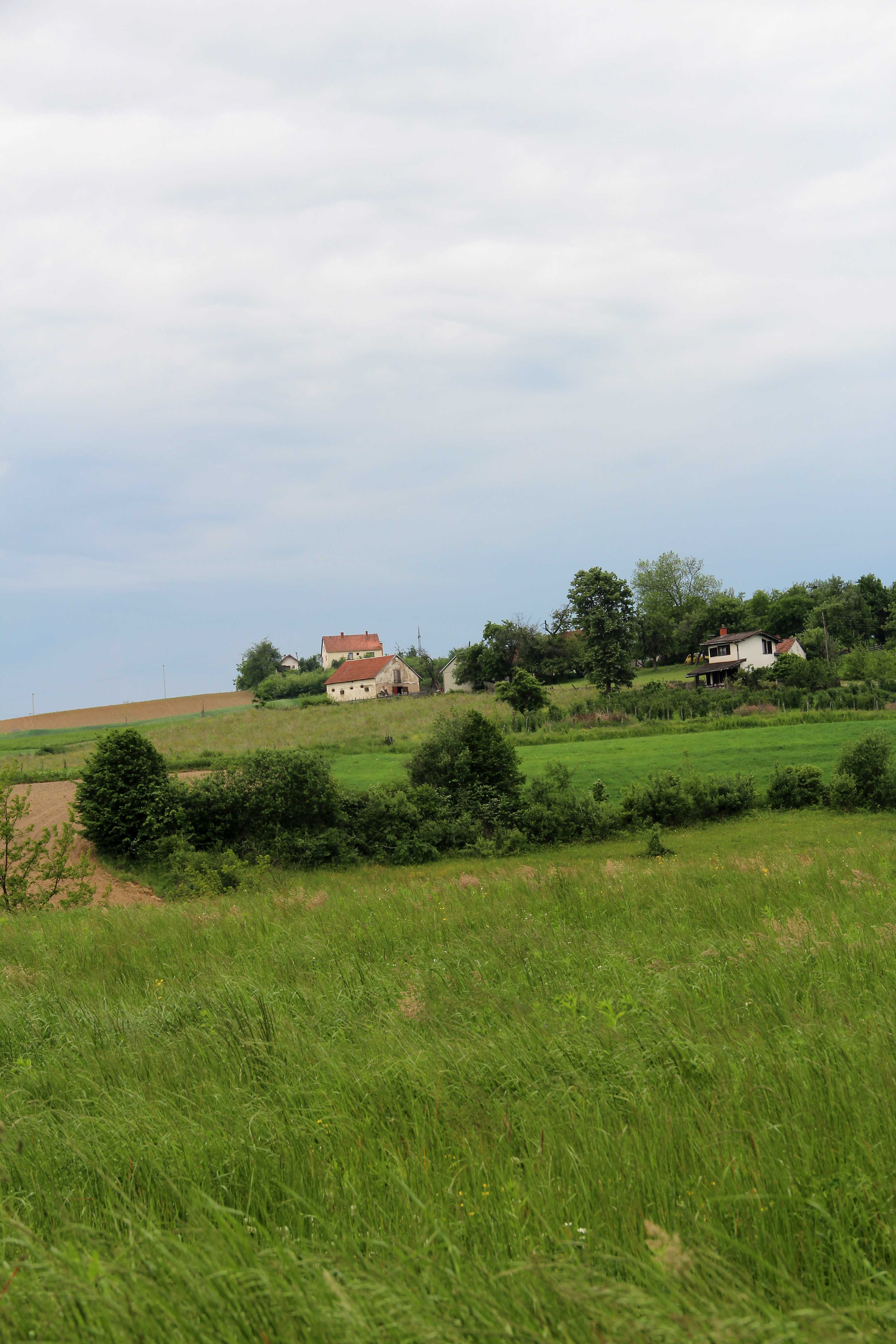
Donja Bukovica - panorama
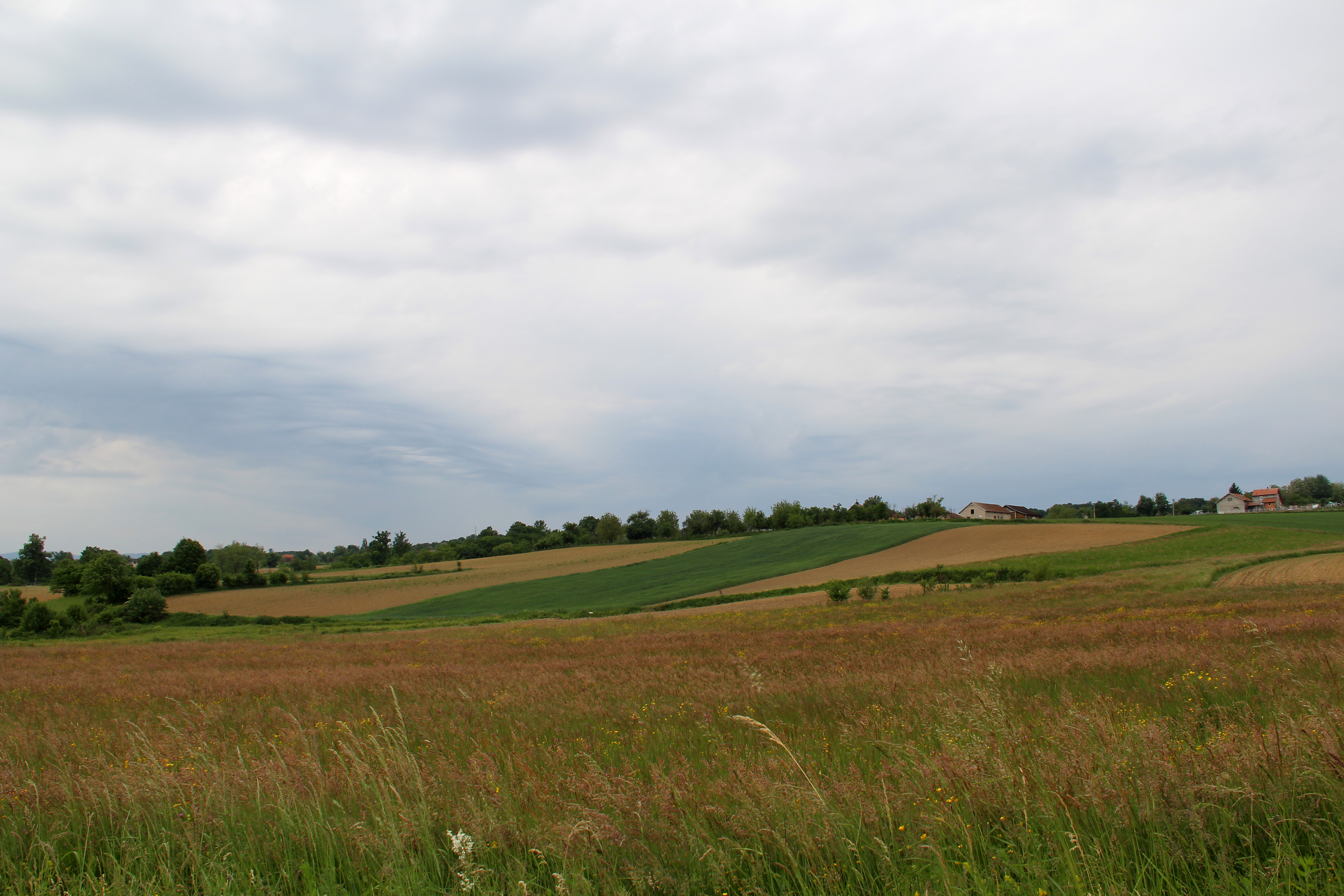
Donja Bukovica - panorama
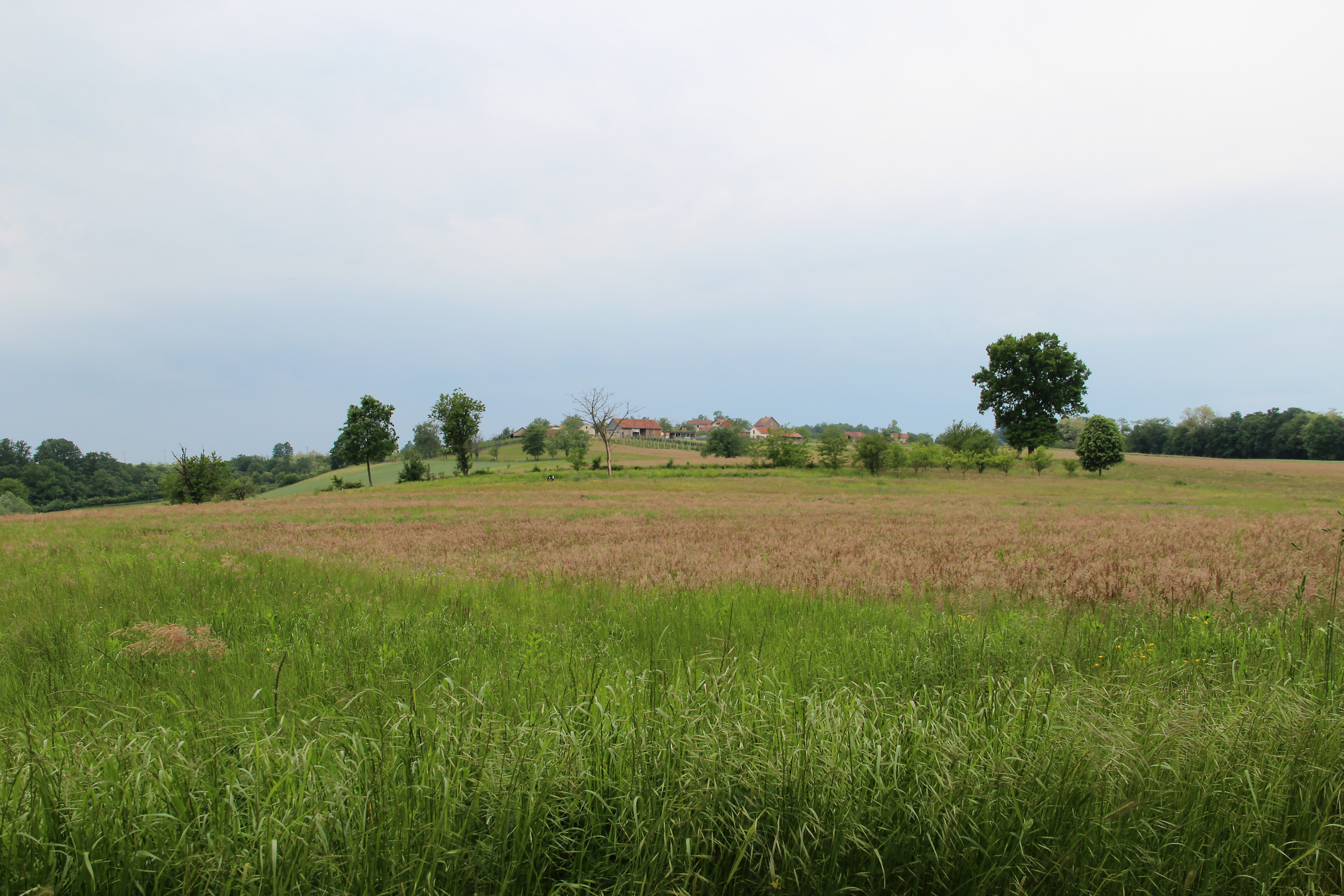
Donja Bukovica - panorama
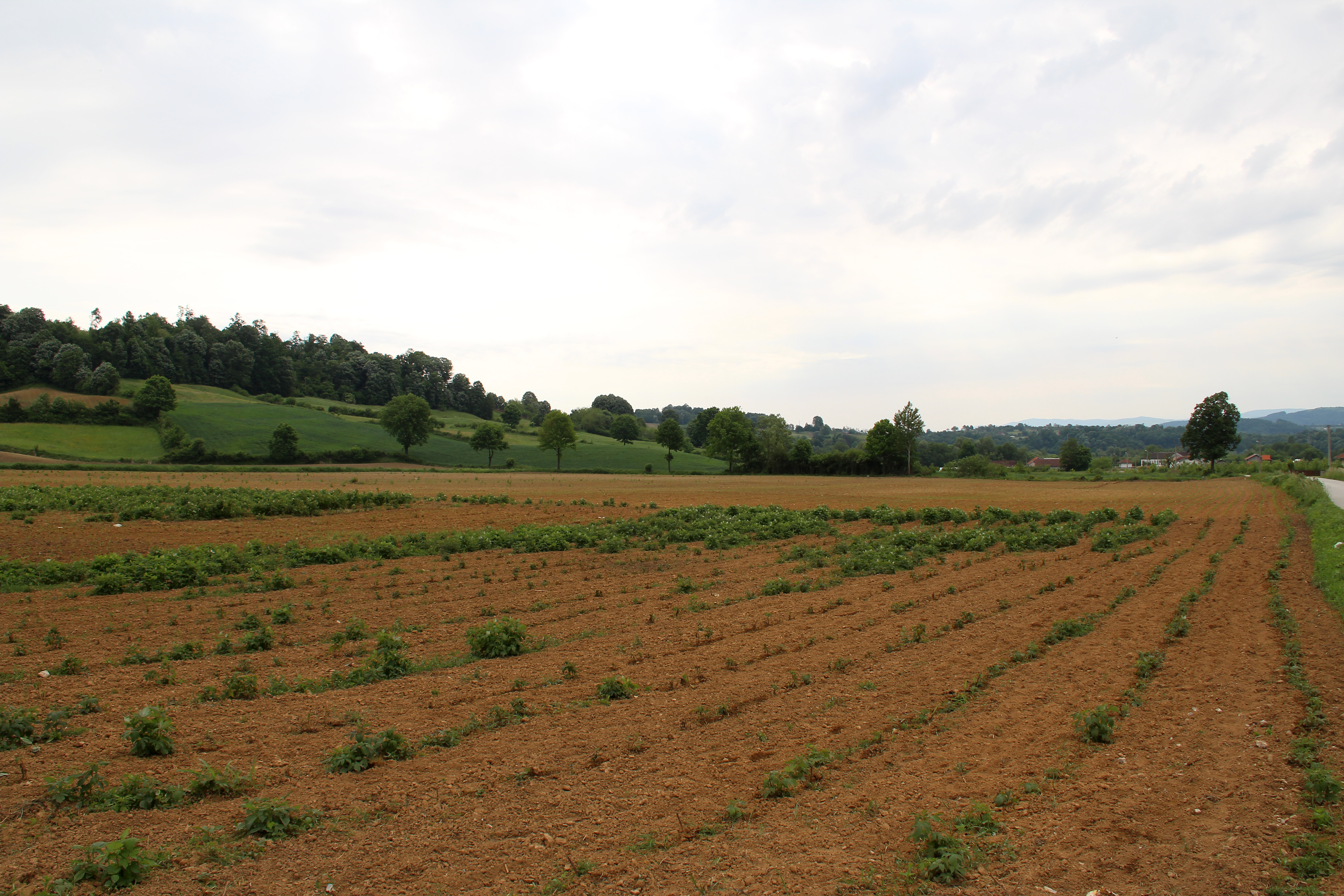
Donja Bukovica - panorama
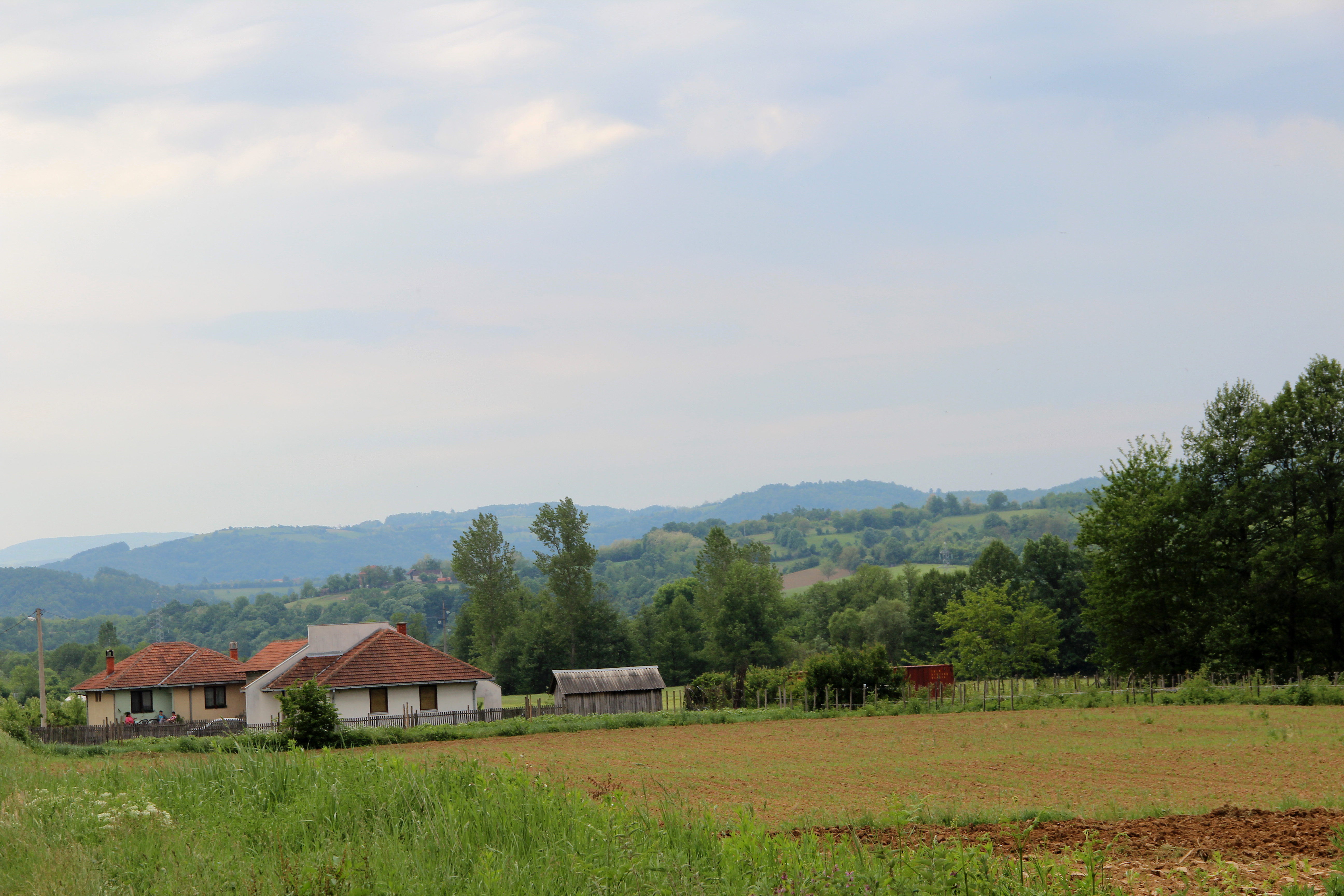
Donja Bukovica - panorama
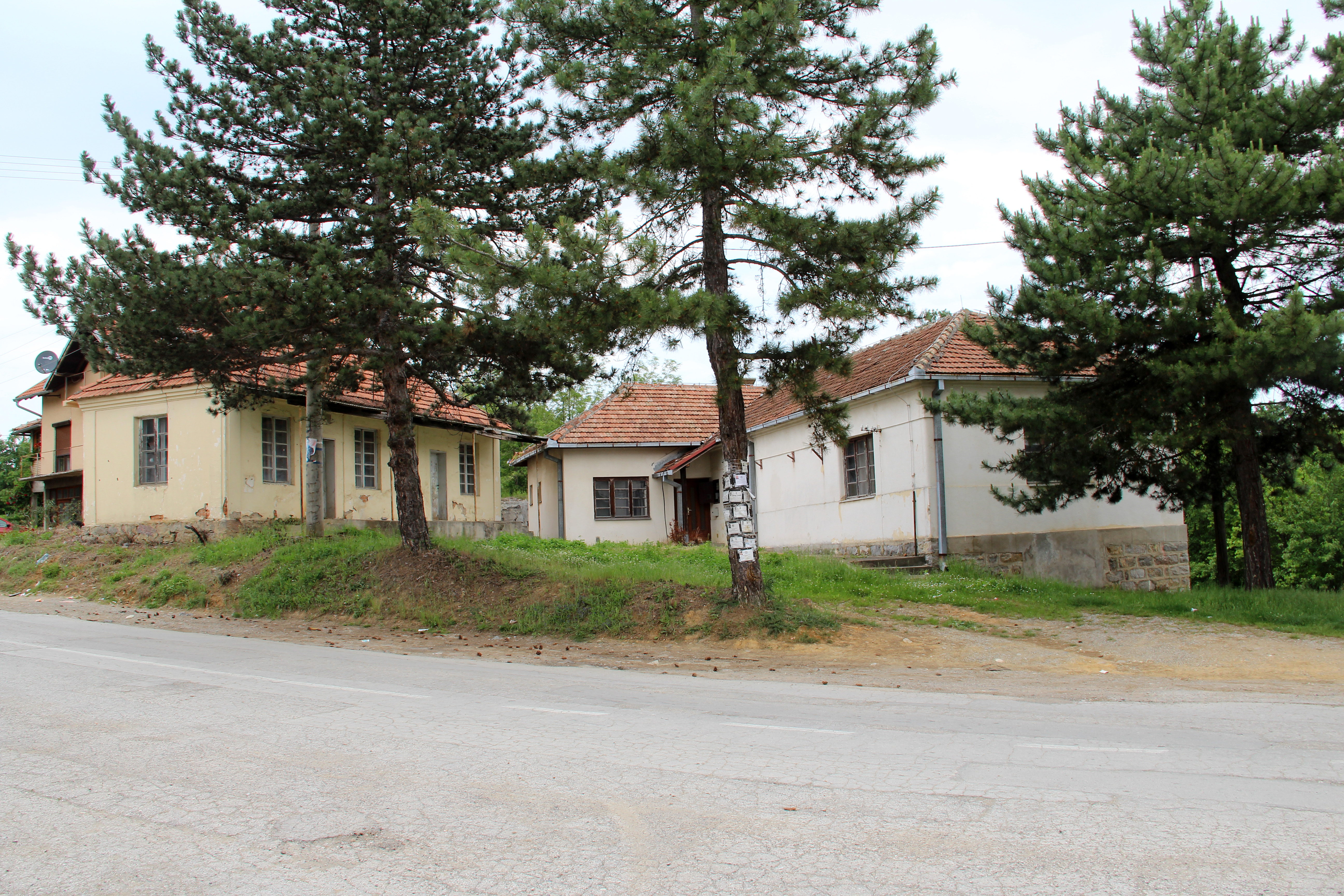
Donja Bukovica - Caric
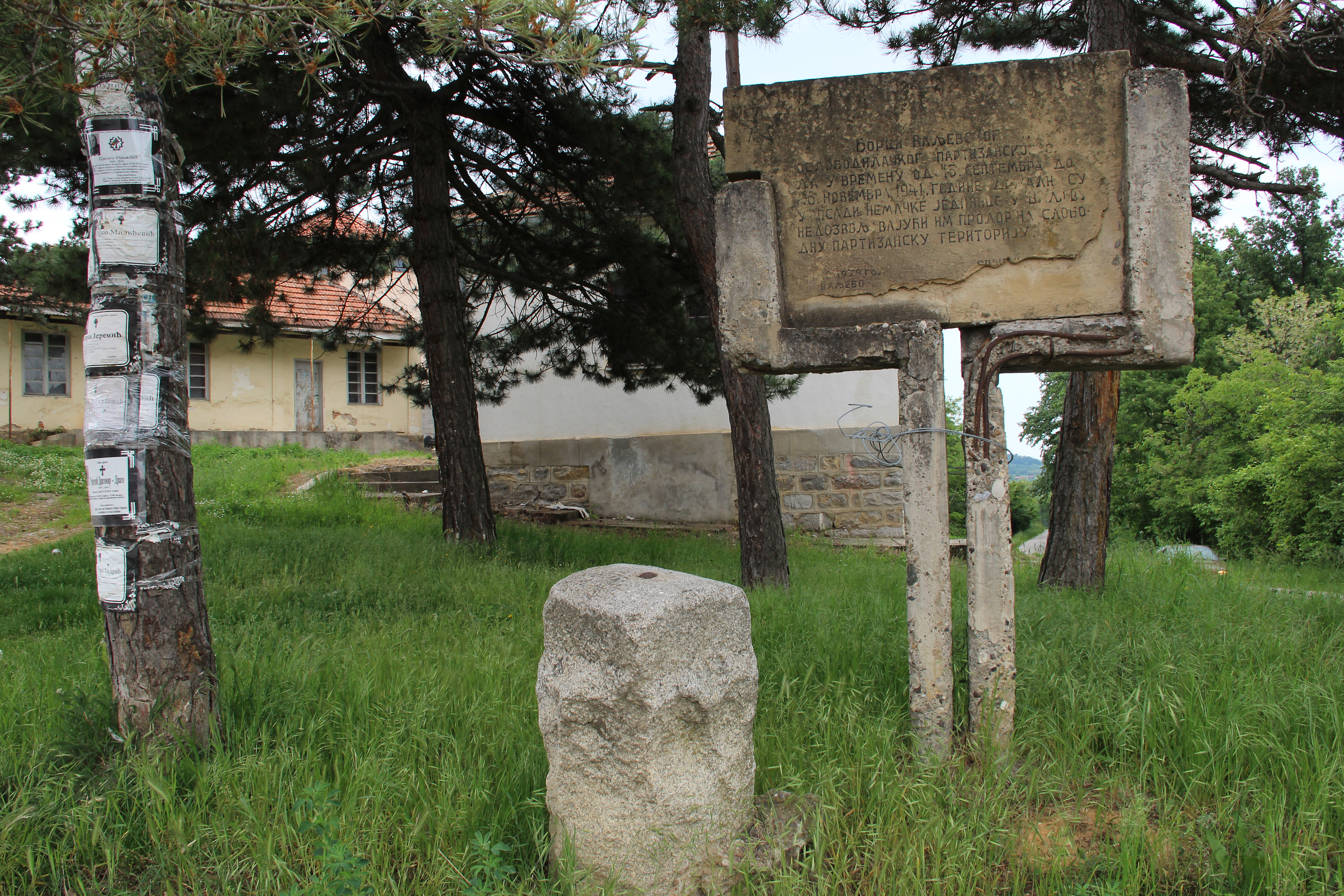
Donja Bukovica - Caric